# Debreceni Vidámparki Kisvasút

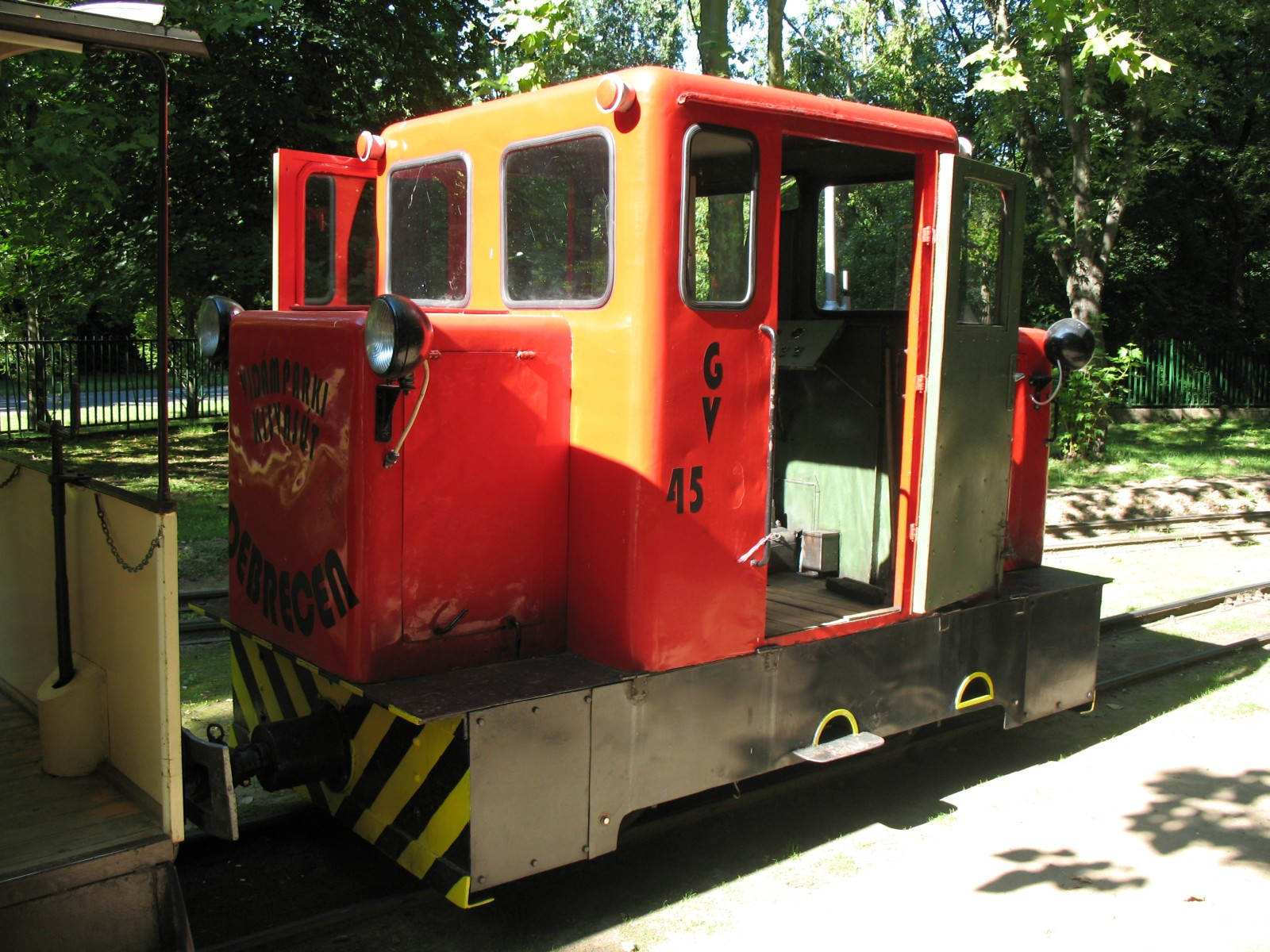
A mozdony hátulról

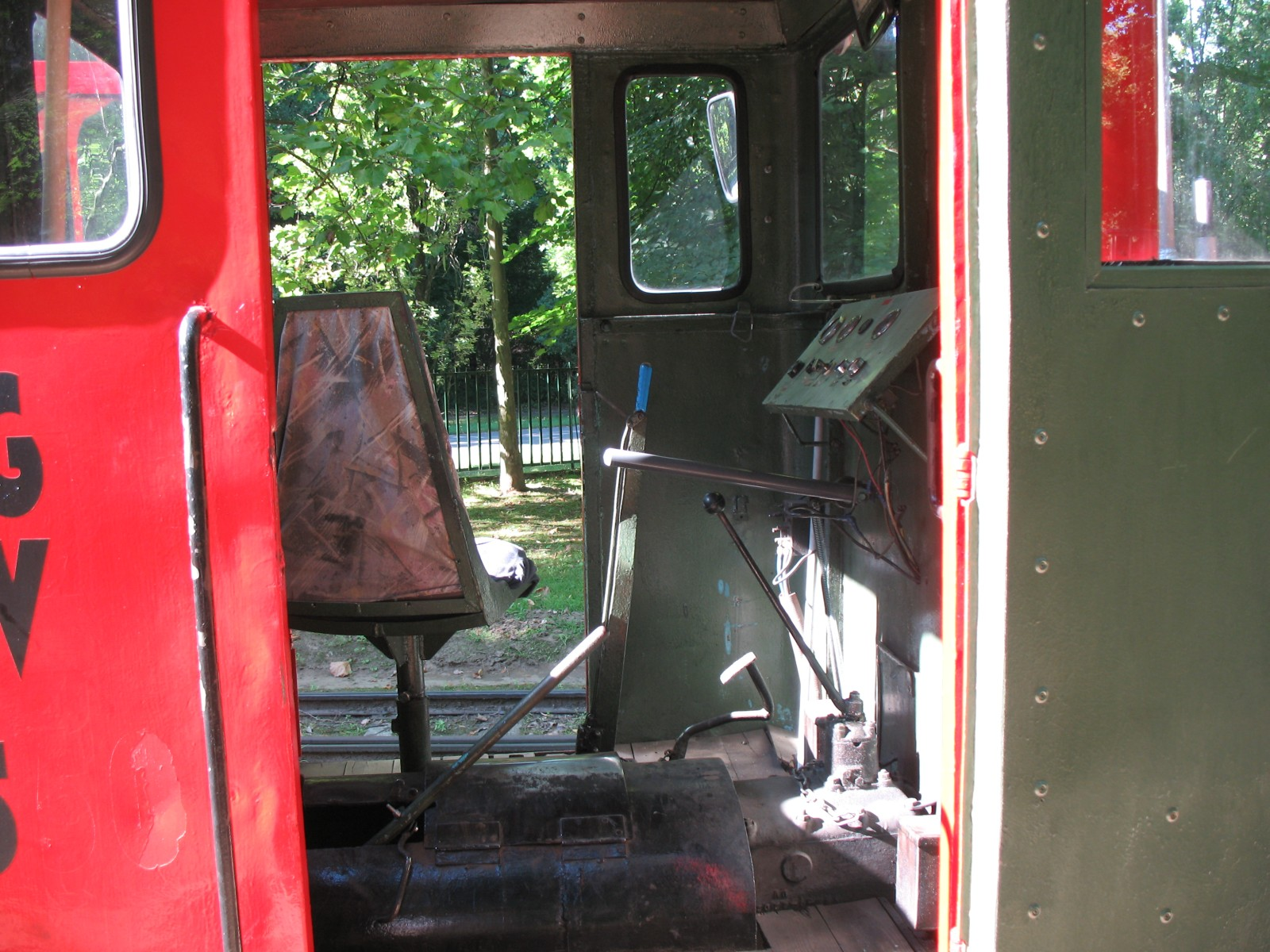
A vezetőfülke

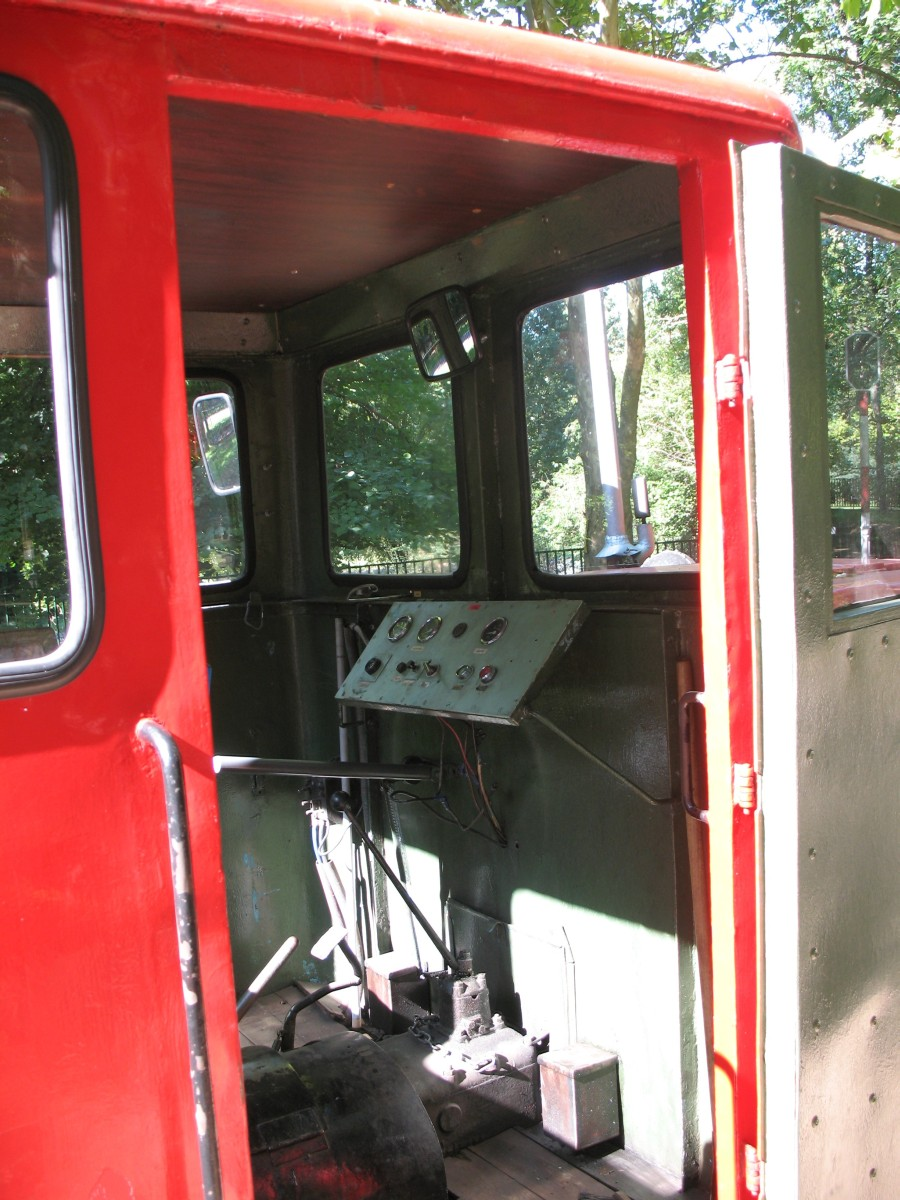
Az irányítópult közelebbről

A Debreceni Vidámparki Kisvasút Debrecen városának vidámparkjában található. Minden év május 1-jétől szeptember 30-ig mindennap,  április 14-től  május 1-jéig  pedig hétvégenként közlekedik.
A kisvasút napja: július második szombatja

## Története
A Debreceni Vidámparki Kisvasutat Debrecenben a kultúrpark vidámparki részében építették 1960-ban, 760 mm-es nyomtávval. Átadására 1960. május 1-jén került sor. 1961-ben megtoldották a pályáját egy körívvel, így érte el mai, 1100 méteres hosszát. Mivel a vonal hurok jellegű, a vonat a fejállomásról indul, és oda is érkezik vissza.

## Járműállomány
A kisvasút egy db. C–50 típusú dízelmozdonnyal rendelkezik. A mozdony korábban a GV 4500-as sorozatba tartozott GV 4505 pályaszámmal, egy másik mozdonyból lett átalakítva, emiatt aszimmetrikus kivitelű. Emellett a vasút rendelkezik több egyforma, más járműből házilag átalakított személykocsival.

## Megközelítés
Mivel a közelben található a Nagyerdei Stadion, rendezvények miatt gyakran forgalomváltozásra kell számítani. A kisvasút a vidámpark területén van, ezért meg kell venni a vidámpark belépőjegyet is.

### Tömegközlekedéssel
- Az 1-es villamosról az Aquaticum megállónál kell leszállni, innen északkeleti irányba (az Ady Endre úton) 400 m-re található  a főbejárat.

### Egyéni közlekedéssel
- Az Ady Endre úton található a főbejárat, de parkolóhelyből kevés van. Legközelebbi parkolók:

1. A Gyógyfürdőnél, a villamossín másik oldalán, a főbejárattól 400 m-re felszíni fizetős parkoló.
2. Az Oláh Gábor utcán elszórva kisebb ingyenes parkolók
3. A Stadion közelében a Ködszínház (szökőkút) alatti mélygarázs.

## Nevezetességek és látnivalók a vasút környékén
- Nagyerdei Kultúrpark
- Nagyerdei gyógy- és strandfürdő
- Debreceni Egyetem
- Botanikuskert (az egyetemen belül)
- Nagyerdei Klinika víztornya
- Nagyerdő